# Bahnhof Veitshöchheim
Der Bahnhof Veitshöchheim ist ein Regionalbahnhof am Streckenkilometer 7,0 der Bahnstrecke Würzburg–Aschaffenburg. Er entstand beim Bau der Ludwigs-Westbahn, die am 1. Oktober 1854 komplett in Betrieb genommen wurde. Die alte Schreibweise „VEITSHŒCHHEIM“ findet sich noch heute am Mittelbau.
Der Bahnhof wurde in unmittelbarer Nähe des Schlosses Veitshöchheim, einer Sommerresidenz zunächst der Fürstbischöfe von Würzburg, später der Könige von Bayern, in Veitshöchheim bei Würzburg errichtet. Besonders bekannt ist innerhalb der Schlossanlage der Rokokogarten.
Im 19. Jahrhundert entging dieser schon damals öffentliche Park nur knapp der Zerstörung durch den Bahnbau. Ingenieure hatten als optimale Trassenführung für die anzulegende Eisenbahn die zentrale Allee des Parkes ausgemacht. Diese Idee wurde jedoch durch das Veto König Ludwigs I. verhindert, der eine – wenn auch topografisch etwas ungünstigere – Streckenführung östlich um den Hofgarten herum anordnete.
Dort liegt seither der Bahnhof Veitshöchheim, der nach einem Entwurf von Gottfried Neureuther errichtet wurde. Er erhielt ein besonders repräsentativ gestaltetes Empfangsgebäude im Stil einer italienischen Renaissance-Villa, das seinen Funktionen als Ausflugsbahnhof für die Würzburger zur Parkanlage und als Bahnhof für das königliche Schloss gerecht werden sollte. Das öffentliche Empfangsgebäude wurde größer ausgelegt als es für das damalige Dorf Veitshöchheim angemessen war. Neben diesem wurde in der Hauptachse des Schlosses ein Königspavillon errichtet, der mit dem Empfangsgebäude durch einen Wandelgang verbunden ist.
Das Empfangsgebäude und der Königspavillon werden heute von der kommunalen Bücherei im Bahnhof und vom Jugendzentrum der Gemeinde Veitshöchheim genutzt.

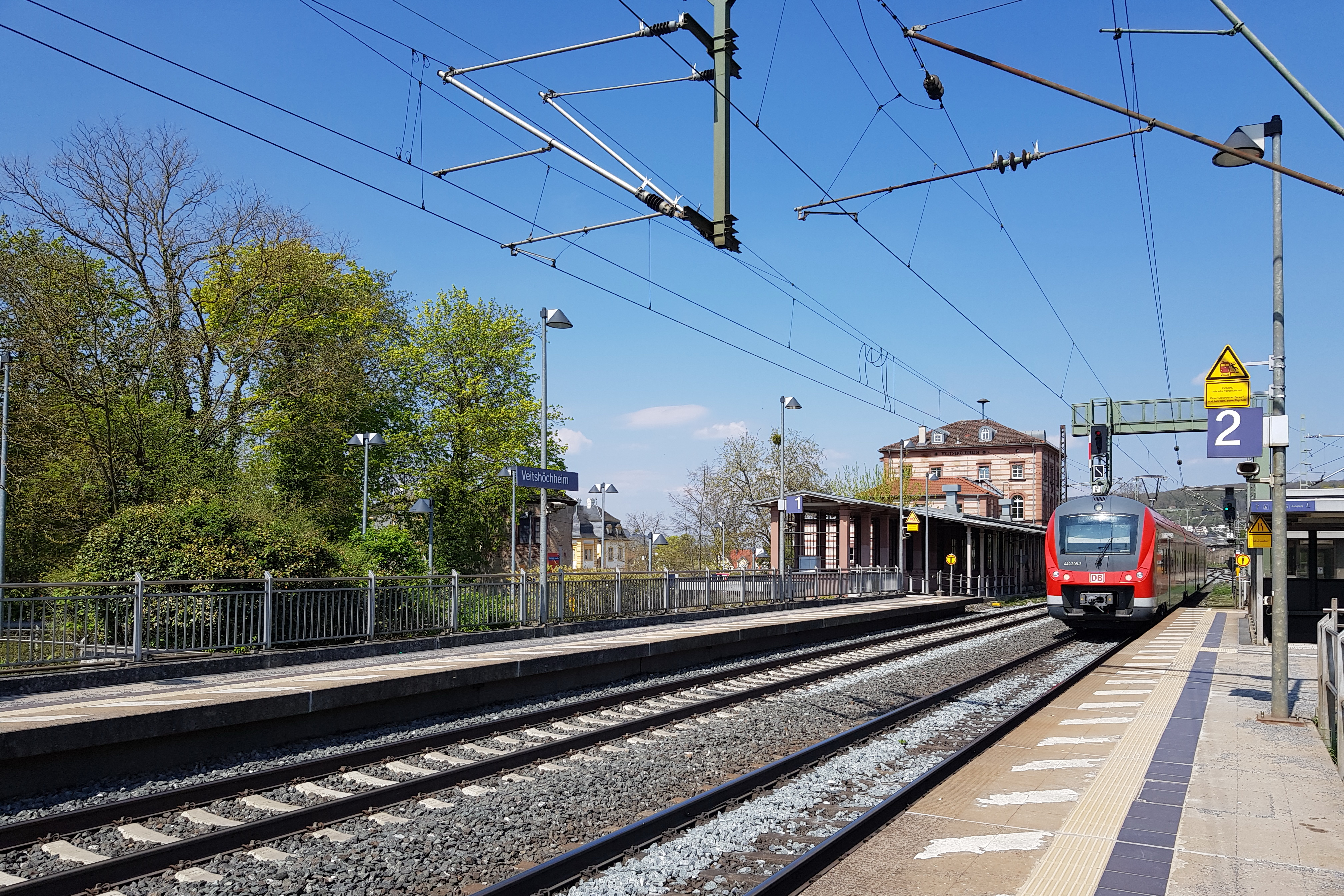
Modernisierte Außenbahnsteige

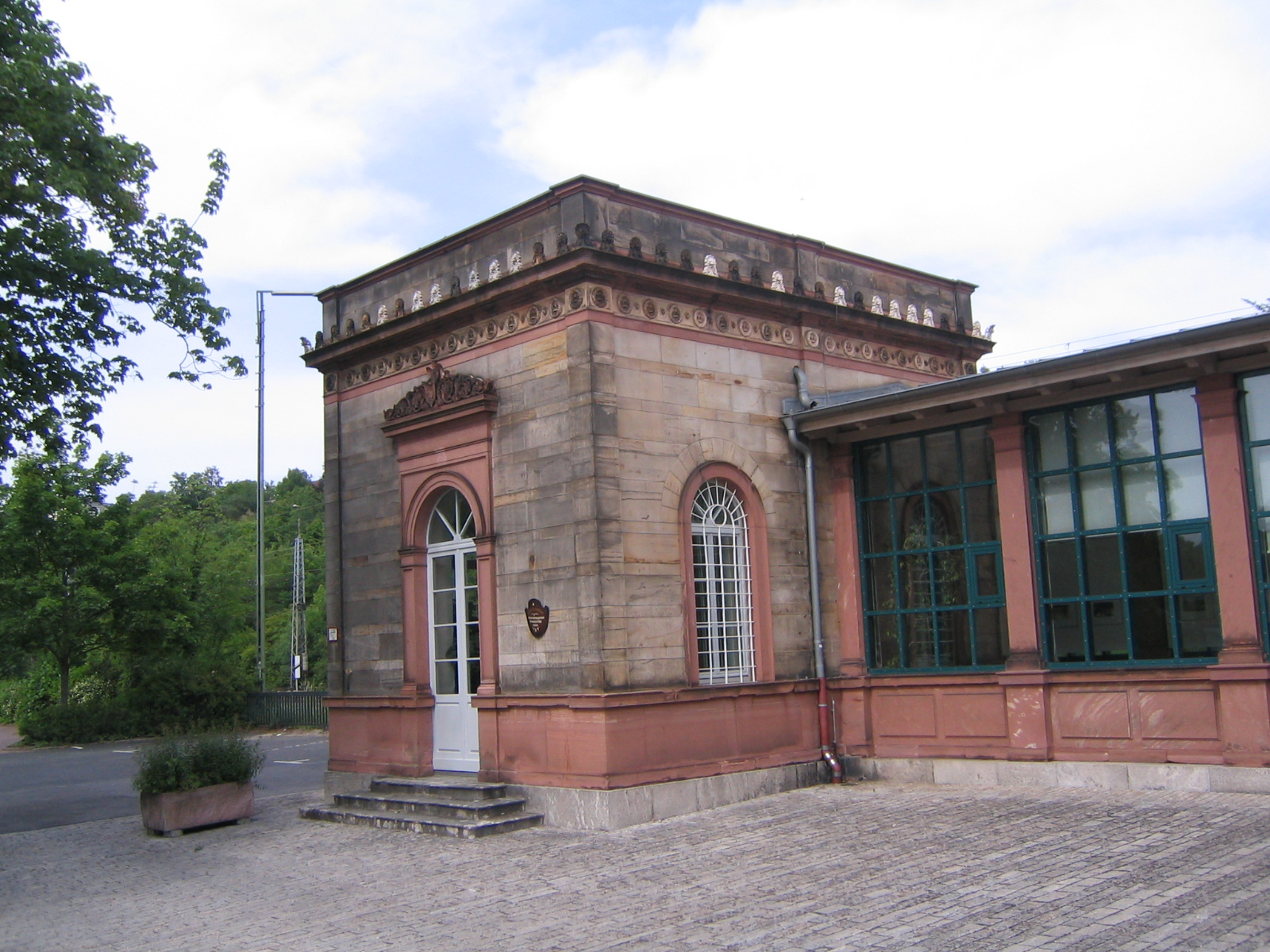
Königspavillon

Zwischen 2004 und 2005 wurden die Bahnsteiganlagen am Bahnhof umfassend modernisiert. Für insgesamt 3,2 Millionen Euro wurden zwei neue Außenbahnsteige in Fertigbauweise errichtet, die um eine Bahnsteiglänge Richtung Würzburg verschoben wurden. Als Bahnsteigzugang wurde eine neue Unterführung gebaut. Haus- und Mittelbahnsteig konnten nach Inbetriebnahme der neuen Bahnsteige im Juli 2005 abgebrochen werden.

## Betrieb
Der Verkehrsvertrag im Zeitrahmen von Dezember 2021 bis Dezember 2027 sieht im E-Netz Mainfranken den Betreiber Mainfrankenbahn der DB Regio Bayern vor. Sie fährt mit ihrer Regionalbahnlinie 53 von Bamberg bis Schlüchtern einen weitestgehenden Stundentakt. Von Veitshöchheim erreichen sie mit drei- und vierteiligen Elektrotriebzüge der DB-Baureihe 440 vom Typ Alstom Coradia Continental in westlicher Richtung die unterschiedlichen Endziele Gemünden, Jossa, Sterbfritz bis Schlüchtern. Ab Fahrplanwechsel im Dezember 2021 halten unter anderem hier in Veitshöchheim zusätzliche Züge auf dem Streckennetz der Mainfrankenbahn, wie beispielsweise der Main-Spessart-Express (RE 54 und 55).
| Linie                    | Strecke | Taktfrequenz                                                                                                   | Betreiber                             | Fahrzeugmaterial                          |
| ------------------------ | --- | --- | ------------------------------------- | ----------------------------------------- |
| RB 53                    | (Schlüchtern – Sterbfritz – Jossa – Obersinn – Mittelsinn – Burgsinn – Rieneck –) Gemünden (Main) – Wernfeld – Karlstadt (Main) – Himmelstadt – Retzbach-Zellingen – Thüngersheim – Veitshöchheim – Würzburg-Zell – Würzburg Hbf – Rottendorf – Seligenstadt – Bergtheim – Eßleben – Waigolshausen – Schweinfurt Hbf – Schweinfurt Mitte – Schweinfurt Stadt – Schonungen – Haßfurt – Zeil (Main) – Ebelsbach-Eltmann – Oberhaid – Bamberg | Stundentakt + einzelne Züge in der HVZ zwischen Karlstadt und Würzburg zur Weiterfahrt als RE 10 nach Nürnberg | DB Regio Bayern Mainfrankenbahn       | DB 440 Alstom Coradia Continental         |
| RE 54                    | Frankfurt – Maintal – Hanau – Aschaffenburg – Gemünden – Veitshöchheim – Würzburg | zwei Zugpaare über alle Unterwegshalte                                                                         | DB Regio Bayern Main-Spessart-Express | DB 445 (Twindexx Vario)                   |
| RE 55                    | Frankfurt – Offenbach – Hanau – Aschaffenburg – Gemünden – Veitshöchheim – Würzburg | zwei Zugpaare über alle Unterwegshalte                                                                         | DB Regio Bayern Main-Spessart-Express | DB 445 (Twindexx Vario)                   |
| RB 79                    | Aschaffenburg – Gemünden – Würzburg | ein Zugpaar über alle Unterwegshalte                                                                           | DB Regio Bayern Mainfrankenbahn       | DB 440 Alstom Coradia Continental, DB 425 |
| Stand: 12. Dezember 2021 | | |                                       |                                           |